# Yenikonacık, Pozantı
Yenikonacık là một xã thuộc huyện Pozantı, tỉnh Adana, Thổ Nhĩ Kỳ. Dân số thời điểm năm 2009 là 98 người.